# 바흐하우스

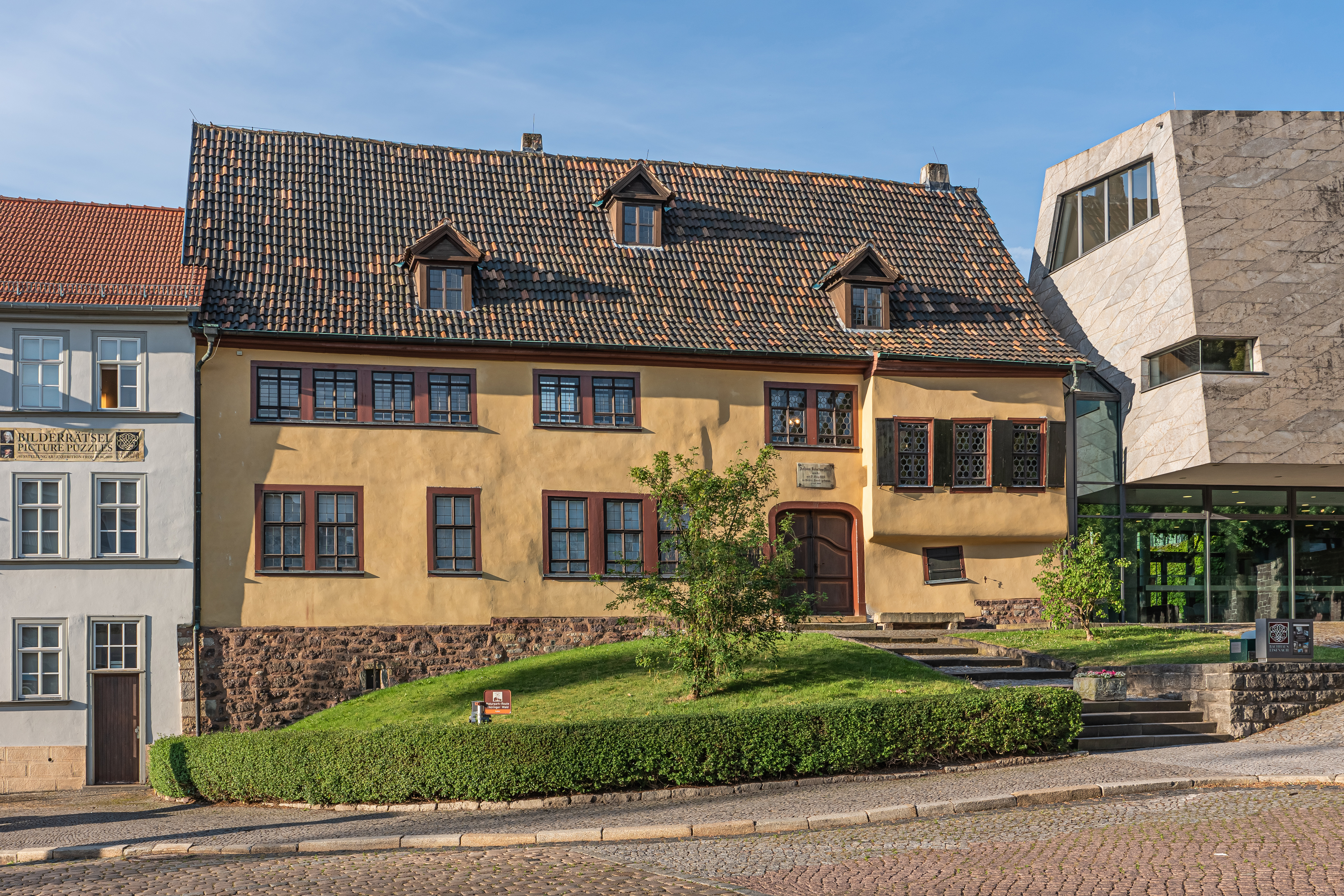

바흐하우스(Bach House)는 독일 튀링겐주 아이제나흐에 위치한 박물관으로, 이 도시에 태어난 작곡가 요한 제바스티안 바흐에게 헌정되었다. 600 제곱미터 면적이다. 1905년에 라이프치히의 Neue Bachgesellschaft가 이 건물을 인수했다. 1907년 5월 27일, 최초의 바흐 박물관으로 개관하였다.
2016년 기준으로 방문객 수는 60,057명이다.